# Zofia Grzyb
Zofia Grzyb (ur. 18 sierpnia 1928 w Radomiu) – polska robotnica i polityk, członkini Biura Politycznego KC PZPR w latach 1981–1986.

## Życiorys
Od 10 maja 1951 do 20 października 1952 roku sprawowała funkcję sekretarza w Zarządzie Okręgowym Związku Zawodowego Pracowników Przemysłu Spożywczego w Radomiu. Od 21 października 1952 do 10 maja 1955 roku pracowała w Zakładach Metalowych „Łucznik” im. Gen. Waltera, następnie od 23 maja 1955 do 30 kwietnia 1985 roku była obuwniczą-brygadzistką produkcji w Radomskich Zakładach Przemysłu Skórzanego (RZPS) „Radoskór”.
W listopadzie 1947 roku przystąpiła do Polskiej Partii Robotniczej, do Polskiej Zjednoczonej Partii Robotniczej (PZPR) przystąpiła 15 grudnia 1948 roku. W latach 1948–1949 przynależała do Związku Młodzieży Polskiej. W 1953 roku została członkinią Komitetu Miejskiego PZPR w Radomiu.
Od 15 lutego 1980 roku do 29 stycznia 1990 roku należała do Komitetu Centralnego PZPR, w tym od 19 lipca 1981 do 2 lipca 1986 roku znajdowała się w składzie Biura Politycznego KC PZPR. Podobnie jak wybrani do Biura Politycznego KC Jerzy Romanik, Jan Łabęcki i Albin Siwak miała pochodzenie robotnicze. Do PZPR przynależała aż do rozwiązania partii w 1990 roku.
W Biurze Politycznym KC pełniła głównie funkcję dekoratywną, jako tzw. przedstawicielka klasy robotniczej i inteligencji pracującej. Zdaniem Wojciecha Jaruzelskiego, Grzyb wraz z Romanikiem, Łabęckim i Siwakiem mieli przybliżać kierownictwu politycznemu problemy życia codziennego.
Przez krótki czas była członkinią Niezależnego Samorządnego Związku Zawodowego „Solidarność”. Podczas IV plenarnego posiedzenia KC PZPR, odbywającego się od 16 do 18 października 1981 roku podjęła samokrytykę i odcięła się od związku zawodowego.
Była członkinią komisji Grabskiego, zajmującej się oceną działalności Edwarda Gierka jako I sekretarza PZPR. Zasłynęła nazwaniem Gierka pierwszym człowiekiem w kraju, który zawiódł Polaków.
Choć była przedstawiana jako reprezentantka wszystkich Polek, w społeczeństwie nie cieszyła się poważaniem oraz była postrzegana jako osoba, która nie jest w stanie czegokolwiek zmienić w funkcjonowaniu systemu społecznego Polski. Była żartobliwie nazywana „Grzybową z kanapkami”, co miało sugerować, że jej rola w Biurze Politycznym ogranicza się do przygotowywania posiłków dla obradujących polityków.

## Odznaczenia
- Krzyż Kawalerski Orderu Odrodzenia Polski[10]
- Medal 30-lecia Polski Ludowej
- Medal 40-lecia Polski Ludowej
- Jubileuszowy Medal 100 Rocznicy Urodzin Georgi Dymitrowa (Bułgaria, 1983)[11]
- Medal jubileuszowy „Czterdziestolecia zwycięstwa w Wielkiej Wojnie Ojczyźnianej 1941–1945” (ZSRR, 1985)[12]
- Medal pamiątkowy „40-lecia PZPR”[13].